# 시즈오카 지소
시즈오카 지소(일본어: 静岡電留線)는 일본 시즈오카현 시즈오카시 아오이구의 히가시시즈오카 역 북쪽 방면 유기 지구에 위치한 도카이 여객철도 도카이도 신칸센의 유치선이다.